# Teodoro Obiang Nguema Mbasogo
Teodoro Obiang Nguema Mbasogo (rođen 5. lipnja 1942.), poznat skraćeno u medijima kao Obiang, je Ekvatogvinejski političar i predsjednik Ekvatorske Gvineje od 1979. On je došao na vlast svrgnuvši svog strica, Francisca Macíasa Nguemu, u kolovozu 1979. vojnim udarom. Nadgledao je nastanak svoje države kao važnog proizvođača nafte, s početkom u 1990-ima. Obiang je bio predsjednik Afričke unije od 31. siječnja 2011. do 29. siječnja 2012.
Obiang je afrički vođa s najduljim stažom među nemonarsima, nakon što je na vlasti već tri desetljeća. Ekvatorska Gvineja je jedan od najvećih proizvođača nafte na kontinentu, ali zauzima vrlo slabo mjesto u UN-ovom indeksu ljudskog razvoja. Velika većina stanovnika jedva imaju pristup čistoj pitkoj vodi. On se smatra najvećim afričkim, te jednim od najvećih svjetskih diktatora 21. stoljeća. Politički protivnici tvrde da je kanibal koji jede meso svojih protivnika. Sam Mbasogo to nije opovrgnuo, želeći tako zastrašiti narod i ostale oponente.
U studenom 2021. Teodoro Obiang Nguema Mbasogo imenovan je na kongresu svoje stranke kao kandidat za šesti mandat na izborima 2023. godine.